# Vétheuil
Vétheuil is een dorp in Frankrijk. Het ligt aan de Seine en het ligt in het parc naturel régional du Vexin français. Het ligt aan de buitenkant van een bocht in de Seine. Het Île de Saint-Martin-la Garenne ligt er in de Seine, een deel daarvan hoort bij Vétheuil. Het eiland hoort voor het grootste deel bij de Saint-Martin-la-Garenne, de gemeente naast Vétheuil.
Vétheuil is in de 9e eeuw door de Vikingen bezet geweest en mogelijk ook tijdens de Honderdjarige Oorlog door Engeland. Het dorp heeft in 1635 onder de pest geleden, waar toen een groot aantal inwoners aan is overleden. Claude Monet heeft er in de 19e eeuw een tijd gewoond en zijn huis staat er nog. Dat is een reden dat er nu toeristen naar Vétheuil komen.
Er is een oude openbare wasplaats over en er wordt sinds 2010 een beleid gevoerd de natuur zo in te richten, dat daar zo min mogelijk onderhoud voor nodig is. De natuur moet daar iets wilder door worden.

## Kaart
De onderstaande kaart toont de ligging van Vétheuil met de belangrijkste infrastructuur en aangrenzende gemeenten.

## Demografie
Onderstaande figuur toont het verloop van het inwonertal, bron: INSEE-tellingen. 